# Horbanivka (Ilkivka), Vinnîțea
Horbanivka (în ucraineană Горбанівка) este un sat în comuna Ilkivka din raionul Vinnîțea, regiunea Vinnița, Ucraina.

## Demografie
Componența lingvistică a localității Horbanivka
     Ucraineană (98,55%)
     Rusă (1,27%)
     Alte limbi (0,18%)
Conform recensământului din 2001, majoritatea populației localității Horbanivka era vorbitoare de ucraineană (98,55%), existând în minoritate și vorbitori de rusă (1,27%).